# Aeque principaliter
Aeque principaliter (traducida como: «igualmente importantes») es una expresión latina usada por la Santa Sede para indicar la unión de dos o más circunscripciones eclesiásticas, cuando para evitar problemas de predominio entre ellas, se les da de iure la misma importancia. La expresión se utiliza también para referirse a algunas uniones entre monarquías, como la unión de Polonia con Lituania en 1385, que derivaría en la mucho más estrecha ligazón de la República de las Dos Naciones (1569), o la de España y Portugal entre 1580 y 1640 (Unión Ibérica).
La expresión en uso en la Iglesia católica fue mencionada en el Código Pío-Benedictino de 1917, por ejemplo en el canon 339 §5: «Licet Episcopus duas vel plures dioeceses aeque principaliter unitas regat».

## Tipos de uniones entre circunscripciones eclesiásticas
Existen tres tipos de uniones que la Santa Sede utiliza al momento de fusionar circunscripciones eclesiásticas:
- 1) Unión aeque principaliter (unio aeque principalis): en la que las circunscripciones eclesiásticas unidas son encomendadas definitivamente a un único obispo para propósitos de su administración, pero conservan su personalidad jurídica, privilegios, catedral, cabildo si lo hubiere, curia, clero y rentas propias. No hay sometimiento entre ellas, ya que es una unión entre œqualis, incluso si las circunscripciones unidas son de distinto tipo.

- 2) Unión accesoria (per accessorium) o por sujeción (unio subiectiva o per viam subiectionis): es uno de los dos tipos de uniones inœquales en la que se establecen diferencias entre las circunscripciones eclesiásticas unidas, que conservan su personalidad jurídica y propiedades, pero una de ellas es la principal. Es decir que una circunscripción conserva todos sus derechos y la otra los pierde parcialmente y se convierte en una dependencia. En estos casos solo retiene el título de catedral la de la sede principal, mientras que las demás se convierten en concatedrales o en colegiatas reteniendo jurisdicciones territoriales. Un ejemplo fue el de la unión entre las diócesis de San Marco Argentano y de Bisignano, realizada el 27 de junio de 1818 mediante la bula De utiliori del papa Pío VII.[4]

- 3) Unión extintiva o por confusión (per confusionem): en la que las circunscripciones eclesiásticas a unirse son suprimidas y se erige una nueva, extinguiéndose los privilegios y unificando todas las estructuras diocesanas. Es la "unión perfecta" en relación a las otras dos formas de unión imperfecta. Es el tipo de unión más común y a veces el nombre de la nueva circunscripción retiene el de las sedes suprimidas colocando un guion entre los nombres. En ocasiones alguna catedral es conservada como concatedral o colegiata, pero sin jurisdicción más que parroquial.

En muchos casos previamente a la unión de circunscripciones eclesiásticas por cualquiera de los tres tipos, se establece una unión in persona episcopi. La unión aeque principaliter se distingue de la in persona episcopi porque viene formalizada mediante una bula, breve o decreto, que puede determinar una nueva denominación para la sede unida (por ejemplo diócesis de Atri y Penne o arquidiócesis de Acerenza y Matera); mientras que la unión in persona episcopi se forma con el simple nombramiento del mismo obispo para cada circunscripción eclesiástica por separado (no necesariamente al mismo tiempo), que pueden de nuevo separarse con solo nombrar obispos distintos. Otra diferencia es que las sedes unidas in persona episcopi se tratan y enumeran como sedes distintas, por ejemplo estadísticamente o en el Anuario Pontificio, mientras que las sedes unidas aeque principaliter se tratan como una única circunscripción y el nombre fusionado se obtiene por regla general (aunque no exclusiva) con la conjunción y entre los nombres de las sedes unidas.
En las uniones aeque principaliter a veces el papa establece reglas respecto de la residencia del obispo, en general para alternarla entre las sedes unidas. El obispo no puede renunciar a una de las sedes solamente. A los propósitos de convocatorias de sínodos diocesanos el obispo puede hacerlo por separado o bien convocar un único sínodo, y también puede tener un único seminario. Dado que las curias permanecen separadas, debe haber vicarios generales o sincelos (en las Iglesias orientales católicas) para cada sede. Para los casos en que todavía esté vigente algún tipo de presentación de candidatos a obispos o para designar un administrador diocesano sede vacante, los cabildos catedralicios o los colegios de consultores deben ponerse de acuerdo. 

## Ejemplos de circunscripciones eclesiásticas unidasaeque principaliter
- Diócesis de Atri unida aeque principaliter a la diócesis de Penne (del 15 de marzo de 1252 al 1 de julio de 1949).
- Diócesis de Pradera unida aeque principaliter a la diócesis de Pistoia (del 22 de septiembre de 1653 al 25 de enero de 1954).
- Diócesis de Bitonto unida aeque principaliter a la diócesis de Ruvo (del 27 de junio de 1818 al 30 de septiembre de 1982).
- Diócesis de Cervia unida aeque principaliter a la arquidiócesis de Ravena (del 22 de febrero de 1947 al 30 de septiembre de 1986).

### Vigentes
- Diócesis de Tudela unida aeque principaliter a la archidiócesis de Pamplona, desde el 11 de agosto de 1984;
- Prelatura territorial del Santo Cristo de Esquipulas unida aeque principaliter a la diócesis de Zacapa, desde el 24 de junio de 1986;
- Diócesis de Saint-Jean-de-Maurienne y diócesis de Tarentaise unidas aeque principaliter a la arquidiócesis de Chambéry, desde el 26 de abril de 1966;
- Diócesis de Emly unida aeque principaliter a la arquidiócesis de Cashel, desde el 26 de enero de 2015;
- Diócesis de Albarracín unida aeque principaliter a la diócesis de Teruel, desde el 11 de agosto de 1984.